# Луїс Мойя Бланко
Луїс Мойя Бланко (ісп. Luis Moya Blanco; 10 червня 1904, Мадрид — 25 січня 1990, Мадрид) — іспанський архітектор, науковець, викладач XX століття.

## Життєпис
Народився в місті Мадрид. Походить із родини архітектора та інженера Луїса Мойя Ідігораса. Мати (Естер Бланка Яргюберрі) архітектора походила із Мексики. Також його рідний дядько (Хуан Мойя Ідігорас) був директором Мадридської школи архітекторів. В родині було п'ятеро синів, (Луїс Мойя був старшим серед них), всі стануть архітекторами чи інженерами в різних галузях.
На смаки молодого початківця мав значний вплив Фідель Фуідіо, історик, котрий прищепив юнакові любов до історії архітектури та її вивчення. На якийсь час архітектурні шедеври минулого настільки зачарували початківця, що він відмовився від архітектури функціоналізму і модернізму, розвиваючі анахронічну стилістику ретроспективізму чи історизму. Його ранні проєкти несуть відбиток утопічності (Базиліка Піраміда та ін.)
Мистецтво архітектури опановував в іспанській столиці, серед його творчих впливів і вчителів іспанські архітектори Модесто Лопес Отеро, Теодор Анастос, Педро Мугуруса, Вісенте Ламперес. Навчався в Мадридській архітектурній школі, яку закінчив 1927 року. Дипломний твір молодого митця — Кенотаф композитора Бетховена. Як архітектор почав працювати в бюро Педро Мугуруса. Був керівником Мадридської школи архітектури в період 1963-[1966]] рр.
В роки громадянської війни був заарештований (1936 р.)і запроторений у тюрму. Але його справу переглянули і звільнили через відсутність спротиву і політичної діяльності проти диктатури Франко.
Академік Королівської академії красних мистецтв Сан-Фернандо з 1953 року.
Був одружений, узяв шлюб із Консепсьйон Перес-Масегоса 1934 року.

## Художня манера

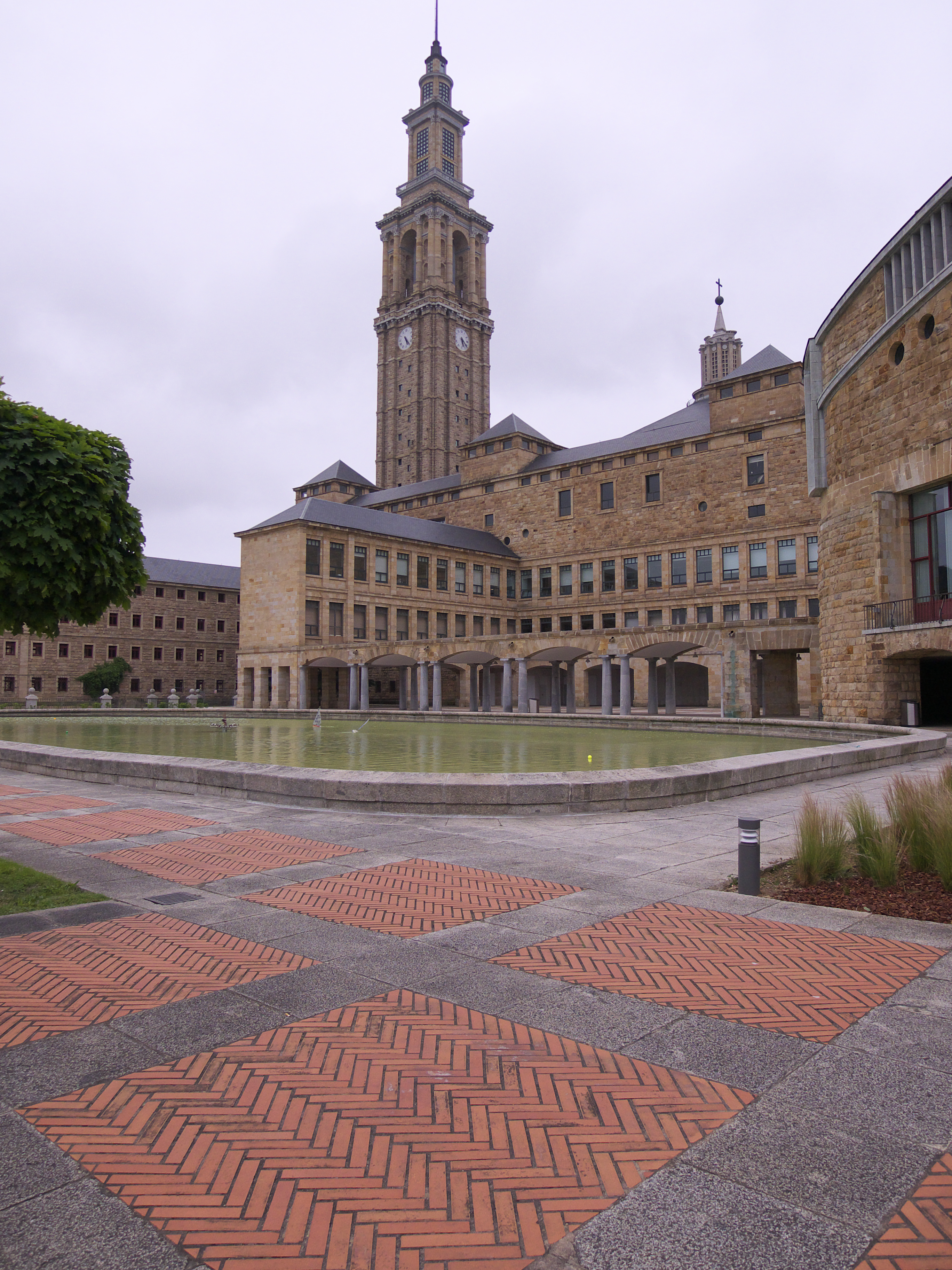
Університет де Гіхон, Астурія.

Творча діяльність архітектора припала на режим генерала Франко і повільне відновлення економіки країни після лихоліть і втрат громадянської війни. Брак будівельних матеріалів примусив архітектора використовувати звичні, старовинні матеріали та практично реставраційні технології, фаховим знавцем яких він був. Ретроспективні смаки архітектора вплинули на низку архітектурних образів митця, де він творчо розвинув здобутки і навіть стилістику архітекторів давнього минулого (доби готики, іспанського маньєризму і бароко), але без стилістичної точності будь-якого із цих стилів. Тому споруди архітектора, не полишені величі і виразності, викликали як захоплення, так і нищівну критику, а також зарахування архітектора то до стану еклектиків, то до стану сюрреалістів в іспанській архітектурі 20 століття. Для нього наче не існувало бетону і крайнощів архітектури модерністів. Критичні атаки мали таку потужність, що спротив обумовив гальмування будівельних робіт і частка споруд архітектора залишилась недобудованою.

## Вибрані твори
- Маяк Колумба (проєт для Санто-Домінго, Америка, 1929—1932 разом із Хоакіном Рамеро)
- Монумент Пабло Іглесіасу (1932)
- Музей сучасного мистецтва, (проєкт для Мадрида, 1937)
- Музей Америки (Мадрид), (1942)
- Проєкт Хреста в Долині Загиблих біля Ескоріала, перший приз, але будував арх. Дієго Мендес
- Реконструкці і добудови театра Реал в Мадриді, (1942, разом із Дієго Мендесом)
- Церква Св. Августина (1945—1955)
- Павільйон Іспанії, для міста Нью-Йорк
- Каплиця коледжу Нуєстра Сеньйора дель Пілар (1959—1960)
- Університет де Гіхон Лабораль, Астурія, (1946—1965)
- Фонд Сан-Хосе, Замора, (1947—1953)

## Галерея

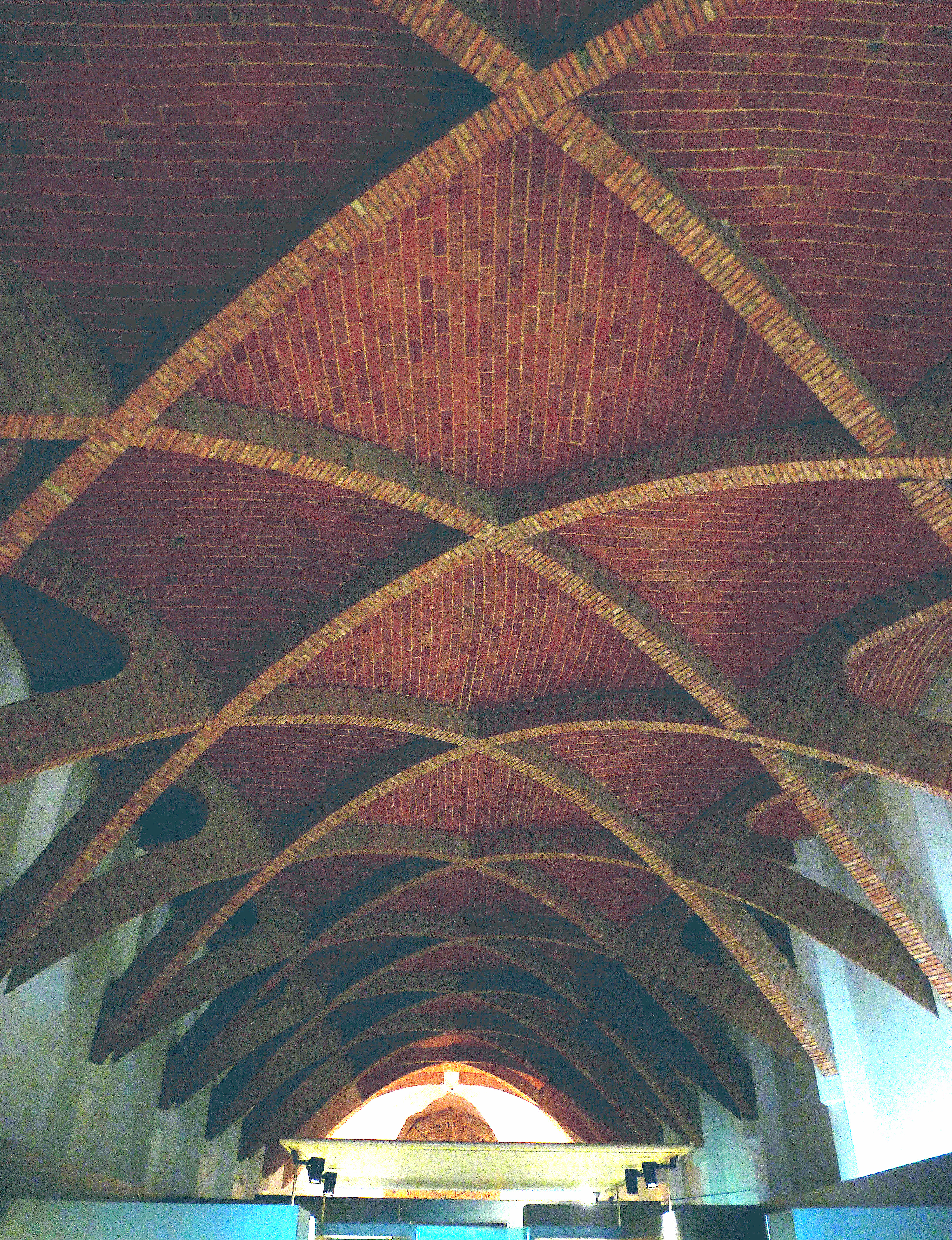
Музей Америки, склепіння із цегли
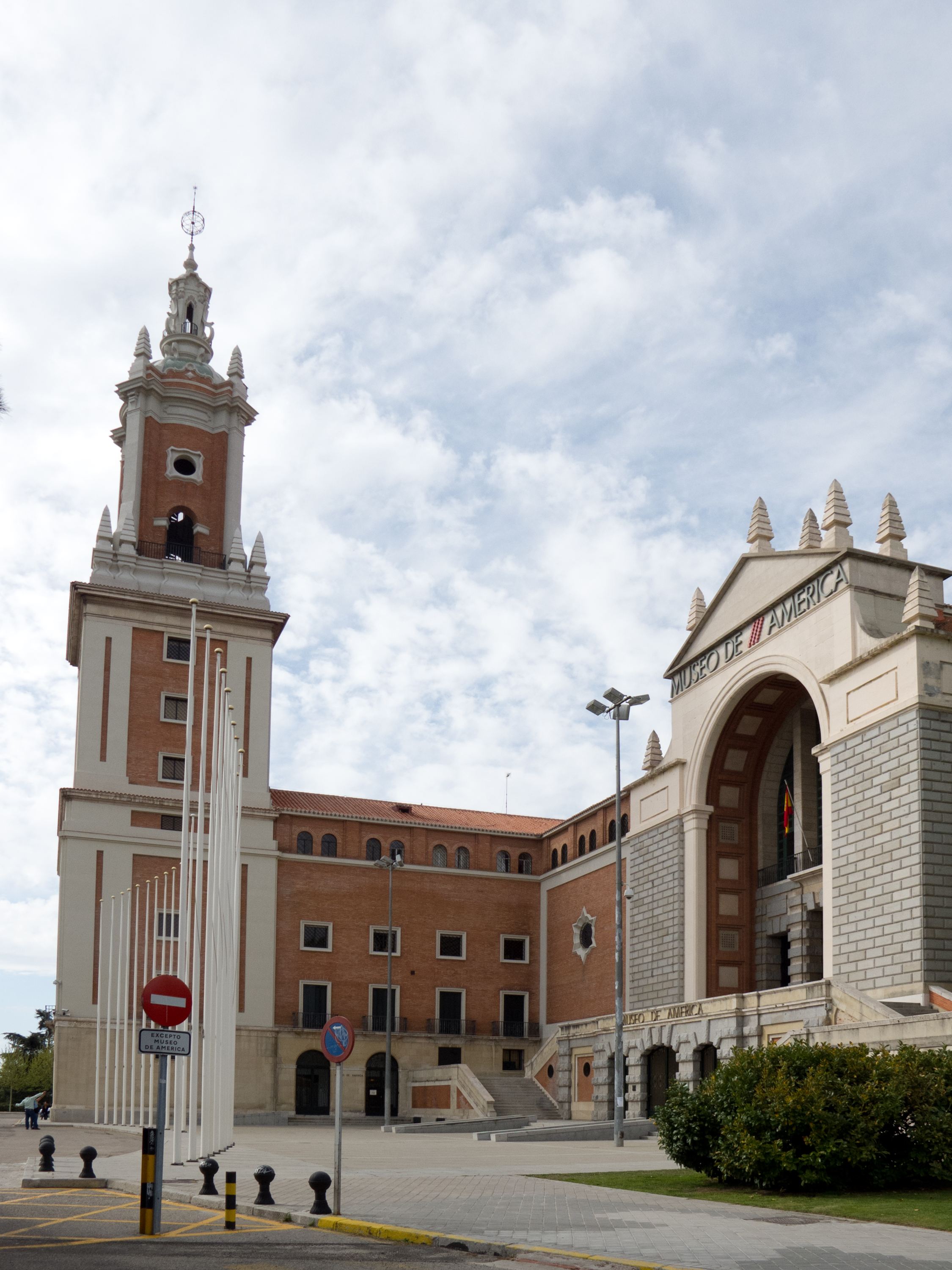
Музей Америки, головний фасад

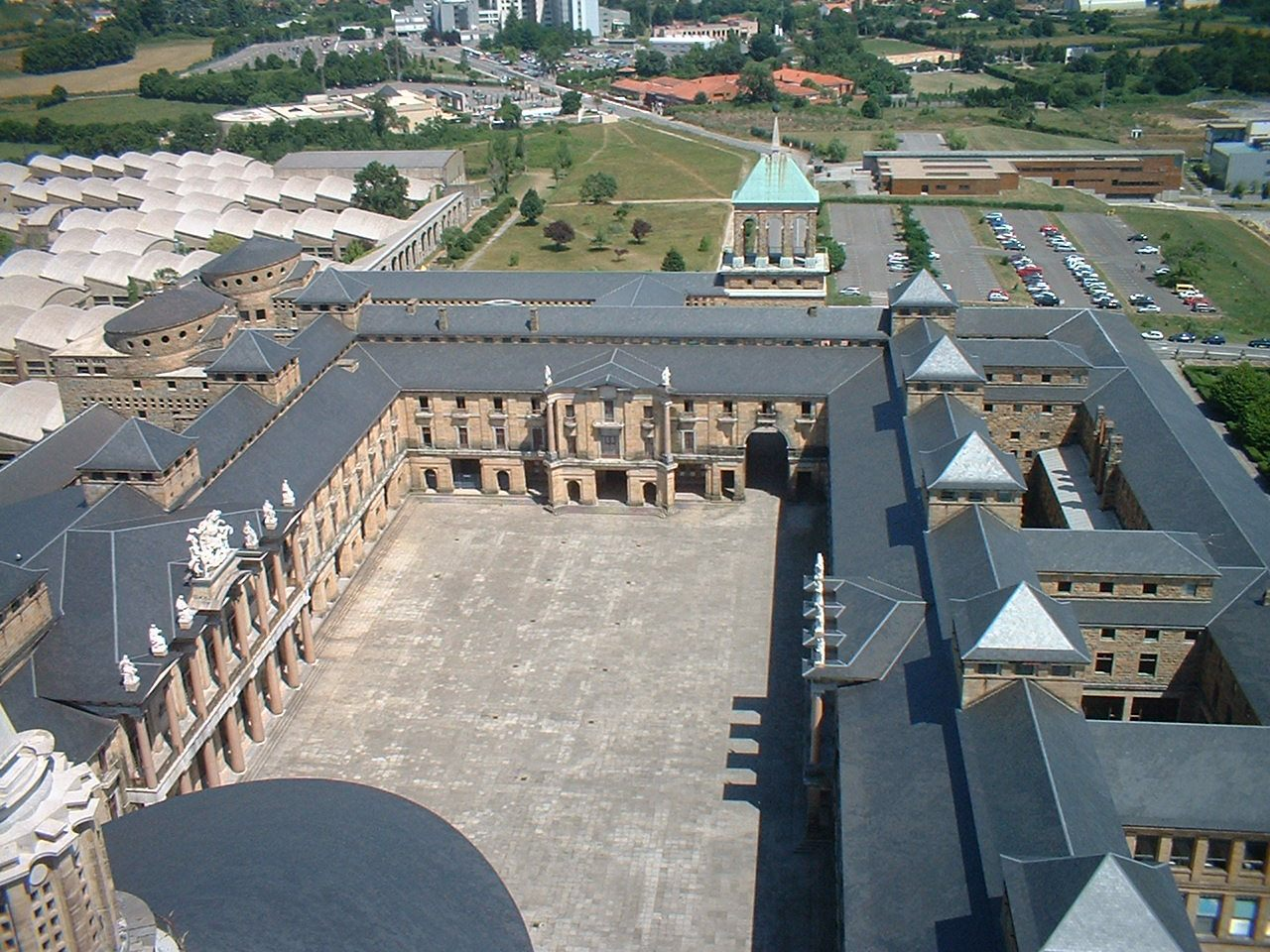
Університет Гіхон, Астурія, дворик ( 1946-1965 )
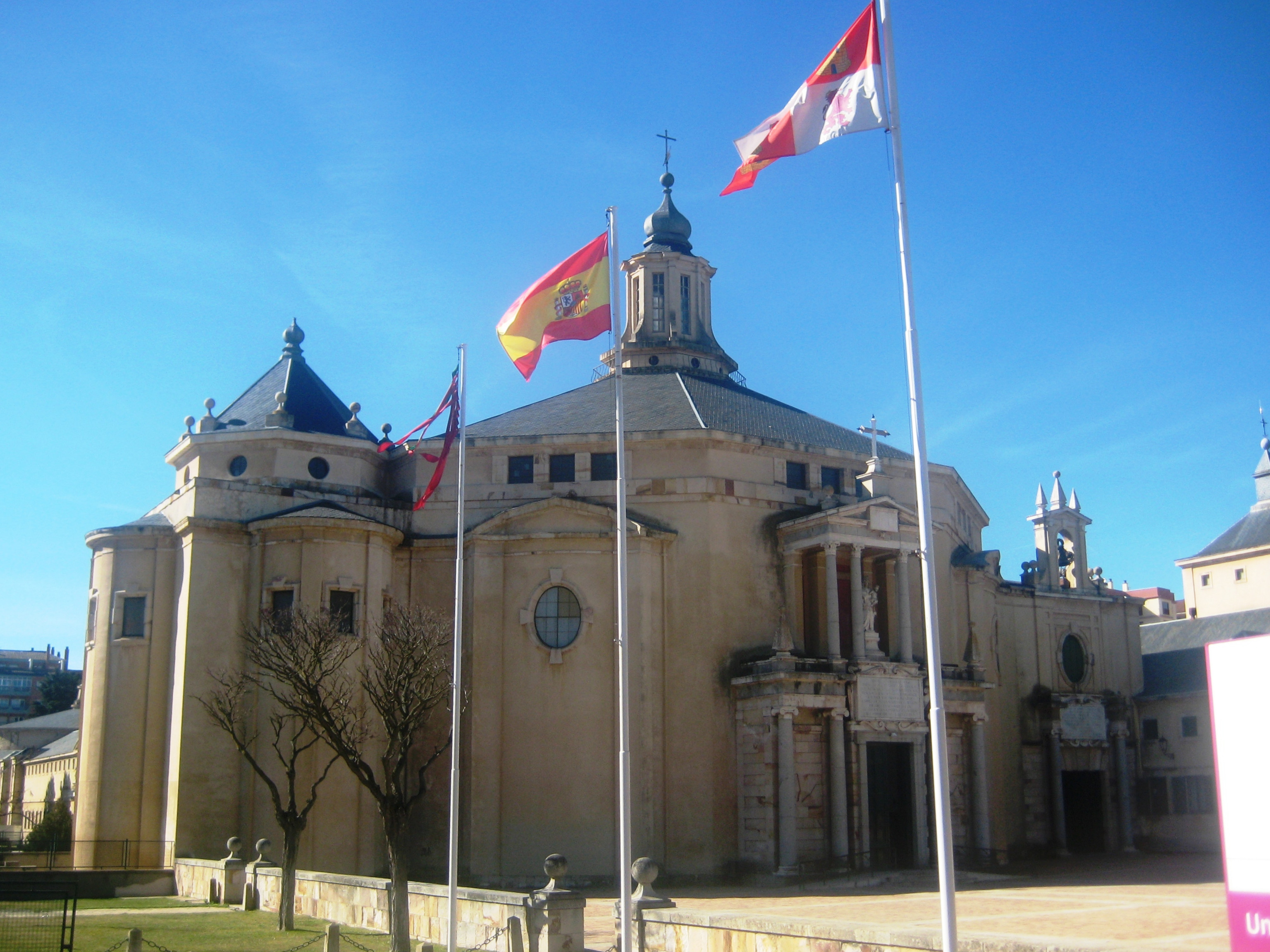
Університетська церква, Замора (1955)